# Едемские
Е́демские — род землевладельцев Важской земли новгородского происхождения, ветвь новгородских бояр Своеземцевых, однородцы костромских дворян Шенкурских. В настоящее время потомки проживают в Литве.
Фамильное имя образовано от названия рек Верхней и Нижней Едмы, земли на берегах которых принадлежали роду. В середине XVII века 3,1 % земель в Важском уезде находилось в частном владении Едемских. После перехода Заволочья в подчинение Московскому государству, права Едемских на часть вотчинных земель была подтверждена. В петровское время перешли в разряд черносошных крестьян; некоторые представители служили священнослужителями, были купцами.

## Представители рода
- Едемская Акилина Гавриловна (ок. 1558—1638) — дочь Гавриила Едемского, жена Даниила Строганова. В пострижении — Антонида[2].
- Едемский, Александр Корнилович (1923—1971) — советский военачальник, Герой Советского Союза.
- Едемский, Алексей — бурмистр Важской чети в 1709—1710 гг.
- Едемский, Иван Иванович — волостной старшина, избран 22 марта 1890 года на крестьянском сходе Великониколаевской волости Шенкурского уезда Архангельской губернии.
- Едемский, Михаил (род. ок. 1857) — крестьянин Афанасовского сельского общества Шенкурского уезда, участник крестьянских волнений на реке Ваге в 1905—1907 гг.
- Едемский, Михаил Борисович (1870—1933) — российский историк и этнограф Русского Севера.
- Едемский, Павел Иванович (1862—1943) — российский и советский общественный деятель, краевед.
- Едемский, Яков Иванович (1857—1920) — участник крестьянских волнений в Шенкурском уезде, первый председатель исполкома Великониколаевской волости.